# An die ferne Geliebte

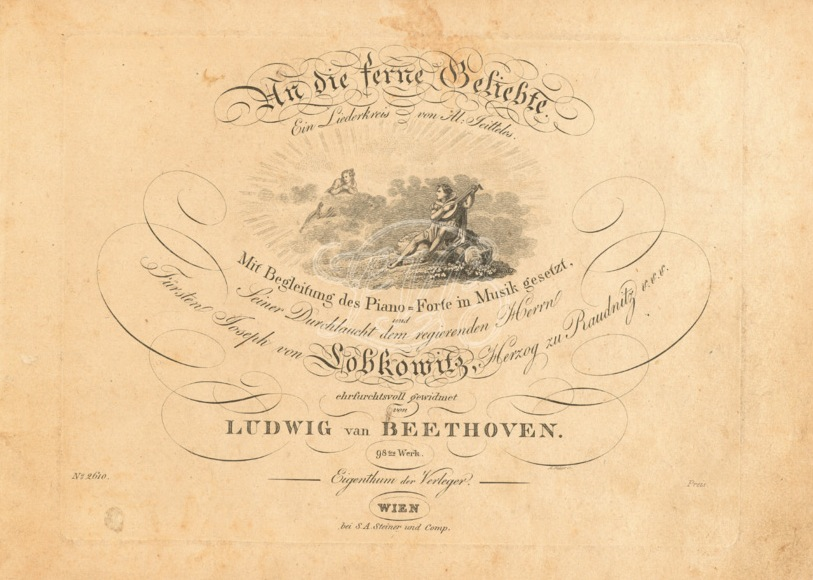
Titelblad van de eerste uitgave (1816), Bonn, Beethoven-Haus

An die ferne Geliebte – Ein Liederkreis von Al. Jeitteles opus 98 is een liederencyclus van Ludwig van Beethoven uit 1816, die geldt als de eerste samenhangende liederencyclus van een belangrijke componist. De zes liederen op gedichten van Alois Isidor Jeitteles zijn gecomponeerd voor mannenstem (tenor, bariton of bas) en piano.

## Ontstaan
Volgens de autograaf voltooide Beethoven de cyclus in april 1816. Aanvankelijk was de titel An die entfernte Geliebte, maar voor de uitgave in druk werd die veranderd in An die ferne Geliebte. Het werk verscheen in oktober 1816 met het opusnummer 98 bij de uitgeverij S.A. Steiner Comp. in Wenen en is opgedragen aan zijn mecenas, de Oostenrijkse Fürst Franz Joseph Maximilian von Lobkowitz. Beethoven droeg meer werken aan hem op, waaronder zijn derde, vijfde en zesde symfonie, het Tripelconcert en diverse strijkkwartetten: de zes stuks van opus 18 en het "Harp"-kwartet opus 74. De illustratie (het vignet) op de titelpagina toont aan de rechterkant een zanger met luit, zittend op een steengraf, die naar links kijkt, naar een wolk met zijn geliefde.
De zes gedichten van de cyclus zijn van de hand van de medicijnenstudent Alois Jeitteles (1794-1858), misschien op Beethovens verzoek. Jeitteles was op dat moment 22 jaar en studeerde geneeskunde. Hij had al verschillende korte gedichten in Weense tijdschriften en almanakken gepubliceerd en hij begon als dichter naam te maken. Beethovens secretaris en biograaf Anton Schindler vermeldt dat Beethoven Jeitteles bedankte voor de inspiratie die de gedichten hem hadden opgeleverd. Maar onduidelijk blijft of Jeitterles die  verzen speciaal voor Beethoven heeft geschreven of dat Beethoven de publicatie ervan onder ogen heeft gekregen.
De gehele reeks van zes gedichten is doorgecomponeerd, geen van de gedichten staat muzikaal op zichzelf. De verschillende stemmingen van de zes episoden komen tot uitdrukking in een verschillende toonaard en maat. Beginnend met Es- groot in het eerste lied via G- groot (en kort C- groot) in het tweede naar A-groot en A-klein in het derde en vierde lied, en vervolgens terug via C-groot naar E-groot. Zijn de liederen onderling thematisch gekoppeld, Beethoven liet ieder lied in het volgende overlopen. Een korte passage verbindt 2. met 3. en de laatste noot van 3. wordt aangehouden in de eerste drie maten van de begeleiding van 4. en zet zich in Diese Wolken voort nagenoeg zonder adempauze. De laatste strofe van 4. kenmerkt zich door een accelerando dat rechtstreeks overgaat in het vivace van 5.

## Thematiek
In An die ferne Geliebte wordt de pijn bezongen die het vergeefse verlangen naar de onbereikbare geliefde oplevert. De afstand tot de geliefde is onoverbrugbaar, het onvervulbare verlangen is intens en stormachtig, het landschap rondom de eenzame minnaar weerspiegelt zijn schrijnende pijn, het gemis beheerst en overmant hem. De Liederkreis is een kringloop (cyclus), in die zin dat het muzikale thema van het eerste lied terugkeert in het laatste, waarmee de cirkel gesloten is.
De liederen zijn wel opgevat als autobiografisch en zouden een verwijzing zijn naar de onbekende "Unsterbliche Geliebte" aan wie Beethoven in juli 1812 een brief van tien bladzijden schreef. Volgens een andere theorie zou Lobkowitz aan Beethoven de opdracht hebben gegeven tot een soort in memoriam voor zijn vrouw, Fürstin Maria Karoline von Schwarzenberg, die op 24 januari 1816 op 40-jarige leeftijd overleden was. Haar dood had de Fürst zeer aangegrepen.

## Tekst
1. Auf dem Hügel sitz ich spähend

Auf dem Hügel sitz ich spähend

In das blaue Nebelland,

Nach den fernen Triften sehend,

Wo ich dich, Geliebte, fand.

Weit bin ich von dir geschieden,

Trennend liegen Berg und Tal

Zwischen uns und unserm Frieden,

Unserm Glück und unsrer Qual.

Ach, den Blick kannst du nicht sehen,

Der zu dir so glühend eilt,

Und die Seufzer, sie verwehen

In dem Raume, der uns teilt.

Will denn nichts mehr zu dir dringen,

Nichts der Liebe Bote sein?

Singen will ich, Lieder singen,

Die dir klagen meine Pein!

Denn vor Liedesklang entweichet

Jeder Raum und jede Zeit,

Und ein liebend Herz erreichet

Was ein liebend Herz geweiht!

### Verdere beginregels
2. Auf dem Hügel sitz ich spähend

3. Wo die Berge so blau

4. Leichte Segler in den Höhen

5. Diese Wolken in den Höhen

6. Es kehret der Maien, es blühet die Au

7. Nimm sie hin denn, diese Lieder

## Navolging
Beethovens enige liederencyclus werd nagevolgd door onder anderen Franz Schubert (Die schöne Müllerin en Winterreise), Robert Schumann (onder meer Liederkreis, Frauenliebe und -leben en Dichterliebe) en Carl Loewe (ook Frauenliebe und -leben).
Franz Liszt bewerkte de cyclus voor pianosolo.

## Verder lezen
- Max Friedländer, noten bij de partituur: Beethoven: An die ferne Geliebte. Ein Liederzyklus – mit Noten. Leipzig: Insel Verlag, 1924, 71 pag. (herdrukt in Insel-Bücherei nr. 371).